# Hrabstwo Luce
Luce – hrabstwo w stanie Michigan w USA. Siedzibą hrabstwa jest Newberry.

## Wioski
- Newberry

## Hrabstwo Luce graniczy z następującymi hrabstwami
- wschód – hrabstwo Chippewa
- południe – hrabstwo Mackinac
- południowy zachód – hrabstwo Schoolcraft
- zachód – hrabstwo Alger